# نهار بن توسعة
نَهار بن تَوْسِعة بن أبي عِتبان، من بني حَنتَم من بكر بن وائل، هو شاعر أموي، وصل إلى خراسان الكبرى وكان أشعر البكريين فيها. وكان أبوه توسعة شاعراً أيضاً.

## سيرته
أقام في خراسان مع من وصل إليها من مسلمي قومه بني بكر بن وائل، وهو يفخر بانتسابه إلى الإسلام فقط إذ يقول:
وكان ميالاً إلى يزيد بن المهلب والي خراسان، ولما تسلّم الولايةَ منه قتيبة بن مسلم الباهلي سنة 86هـ لم يرض نهار، فقال يمدح يزيد بن المهلب ويهجو قتيبة بن مسلم الباهلي:
وله أيضاً في هجاء قتيبة:
فغضب عليه قتيبة، وطلبه، فلجأ نهار إلى أم قتيبة يرجوها أن تطلب من ابنها أن يصفح عنه، ففعلت، فصفح عنه قتيبة وأعطاه مالاً، فقال نهار:
وله أخبار أخرى مع قتيبة بن مسلم الباهلي. والراجح أنه مات بعد 83 هـ.